# Heistad
Heistad est une agglomération de la municipalité de Porsgrunn, dans le comté de Telemark, en Norvège.

## Description
Heistad est essentiellement une zone résidentielle, située au nord de Brevik et à 9 km au sud de Porsgrunn. La ligne de Brevik dessert l'agglomération. Au sud de la voie ferrée se trouve une marina gérée par la Heistad Motor Boat Association.
À partir des années 1820, il y avait un important commerce de glace avec des exportations dans toute la région de Porsgrunn. La production de glace s'est poursuivie jusqu'à la fin des années 1920. À environ 2 km à l'ouest de Heistad se trouve la carrière de Kjørholt où est extrait le calcaire ordovicien du rift d'Oslo qui est urtlisé pour la fabrication du ciment. L'entreprise familiale entièrement norvégienne BEHA Fabrikker/BEHA Elektro, qui fabrique divers articles électriques, principalement des appareils électroménagers, a son usine et son siège social à Lundedalen à Heistad.